# Chiesa della Natività di Maria Santissima (Cuneo)
La chiesa della Natività di Maria Santissima è la parrocchiale di Spinetta, frazione di Cuneo, in provincia di Cuneo e diocesi di Cuneo-Fossano; fa parte della zona pastorale di Cuneo Oltregesso.

## Storia
La prima citazione della chiesa di Santa Maria de Spinetis risale al 1082; questo luogo di culto era stato fondato dai monaci di San Pietro di Nocegrossa.
Nel 1245 questa cappella passò alle dipendenze del monastero di Ferraia; originariamente compresa nella diocesi di Asti, nel 1438 entrò a far parte di quella di Mondovì.
Dopo la metà del XVI secolo Spinetta divenne parrocchia autonoma e nel 1650 la chiesa venne interessata da un intervento di ampliamento voluto dal priore don Sigismondo Talleri.
Nel Settecento fu costruita la nuova parrocchiale a tre navate, realizzata tra il 1745 e il 1795 circa grazie all'interessamento di don Giovanni Collino; le decorazioni vennero poi eseguite nel secolo successivo.
Durante la seconda guerra mondiale a causa di un bombardamento angloamericano la sagrestia fu distrutta, mentre il presbiterio riportò dei danni.
La nuova facciata venne costruita nel 1950 su disegno di Renzo Toselli e, in epoca postconciliare si provvide ad adeguare la chiesa alle nuove norme.

## Descrizione

### Esterno
La facciata a salienti della chiesa, rivolta a ponente, è suddivisa da una cornice marcapiano aggettante in due registri, entrambi scanditi da lesene con capitelli corinzi; quello inferiore presenta centralmente il portale maggiore architravato e ai lati gli ingressi secondari, sormontati da timpani triangolari, mentre quello superiore, affiancato da due volute, è caratterizzato da una finestra a tutto sesto e coronato dal frontone, all'interno del quale vi è la scritta "DOM".
Annesso alla parrocchiale è il campanile a base quadrata, suddiviso in più registri da cornici; la cella presenta una monofora per lato ed è coronata dalla copertura a cupola che si innesta sul tamburo ottagonale.

### Interno
L'interno dell'edificio, la cui pianta è a croce latina, è suddiviso in tre navate da pilastri, abbelliti da lesene scanalate e sorreggenti degli archi a tutto sesto, sopra i quali corre la trabeazione aggettante e modanata su cui si impostano le volte; al termine dell'aula si sviluppa il presbiterio, rialzato di due gradini e chiuso dall'abside quadrata.